# ریدرلی زاپاتا
ریدرلی زاپاتا (اسپانیایی: Rayderley Zapata‎؛ زادهٔ ۲۶ مهٔ ۱۹۹۳) ژیمناست هنری اهل اسپانیا است.
از افتخارات وی می‌توان به کسب مدال برنز حرکات زمینی در مسابقات جهانی ژیمناستیک هنری ۲۰۱۵ اشاره کرد.